# Рапацевич, Генрик
Генрик Рапацевич (пол. Henryk Rapacewicz; 10 ноября 1926, Молодечно — 8 мая 1991, Вроцлав) — польский военачальник, генерал дивизии вооружённых сил ПНР. Участник освобождения Польши во Второй мировой войне. В 1977—1984 — командующий Силезским военным округом. Состоял в правящей компартии ПОРП, при военном положении 1981—1983 был членом Военного совета национального спасения, участвовал в подавлении забастовок профсоюза Солидарность на шахтах Силезии.

## Военная служба
Родился в рабочей семье из Восточных кресов (ныне Беларусь). При немецкой оккупации работал на железнодорожной станции Молодечно. В конце 1944 вступил в ряды Народного Войска Польского, служил в стрелковом полку 1-й пехотной дивизии. Участвовал в освобождении Варшавы, боях на Одере, битве за Берлин. После войны окончил офицерское пехотное училище в младшем чине хорунжего.
В 1946—1949 Генрик Рапацевич командовал стрелковым взводом, руководил физподготовкой в пехотной школе, преподавал на стрелковых курсах. В 1950 в звании капитана был направлен в Москву для обучения в Военной академии бронетанковых войск имени Сталина. Окончил академию в 1955 в звании майора. Вернувшись в Польшу, служил в танковых войсках.
В 1957—1962 возглавлял оперативный отдел штаба 19-й танковой дивизии в Губине, в 1962—1965 — начальник штаба 20-й танковой дивизии в Щецинеке, в 1965—1968 — командир 5-й танковой дивизии в Губине. С 1968 в звании генерала бригады возглавлял Танково-автомобильную службу министерства национальной обороны, с 1973 — начальник Главной инспекции вооружённых сил. В 1974 получил звание генерал дивизии. C 1975 — начальник штаба, с 13 марта 1977 — командующий Силезским военным округом. В 1977 пережил тяжёлую автомобильную аварию; его спутник — заместитель по политический вопросам генерал Зелиньский погиб.

## Политическая позиция
С 1946 Генрик Рапацевич состоял в правящей компартии ППР, с 1948 — ПОРП. Возглавлял группу обеспечения референдума 1946 в Гданьском воеводстве. Был секретарём ячейки ПОРП среди польских слушателей Военной академии в Москве, членом дивизионного комитета партии. Делегат VII и VIII съездов ПОРП.
Генерал Рапацевич придерживался позиций «партийного бетона» — полновластие марксистско-ленинской ПОРП, прочный военно-политический союз с СССР. Польскую армию Рапацевич понимал как часть Варшавского договора. Враждебно относился к забастовочному движению и независимому профсоюзу Солидарность.
В то же время Рапацевич не принадлежал к таким деятелям, как генерал Савчук, генерал Мольчик, катовицкий партийный секретарь Жабиньский — сторонникам прямого советского военного вмешательства в польские дела. Высказывания такого рода Рапацевич и его подчинённый генерал Лазарчик считали антипольскими и доводили до сведения «преторианцев Ярузельского» — Внутренней военной службы. Описывался случай, когда генерал Рапацевич подвергся грубому разносу со стороны главнокомандующего вооружёнными силами Варшавского договора маршала Куликова.

## Член WRON
13 декабря 1981 в Польше было введено военное положение. Генерал Рапацевич был включён в состав Военного совета национального спасения (WRON) — внеконституционного органа высшей власти во главе с генералом Ярузельским. Он не принадлежал к неформальной «Директории», в которой принимались все основные решения, считался представителем «второго ряда» (наряду с генералом Лозовицким, генералом Ужицким, генералом Оливой, генералом Крепским). Но Рапацевич занимал важную позицию во WRON — военно-политическое курирование Силезии.
Генерал Рапацевич был одним из проводников репрессивного курса WRON. Ему подчинялись военные комиссары региона, которые обладали на своих постах чрезвычайными полномочиями. Части Силезского военного округа участвовали в подавлении протестов «Солидарности». Армейские танки сносили баррикады и ворота бастующих предприятий, подразделения механизированной пехоты (мотострелки) прикрывали карательные атаки ЗОМО. По такой схеме подавлялась забастовки на шахте «Июльский манифест» (пять раненых), на шахте «Вуек» (девять убитых), на комбинате Хута Катовице. Впоследствии стали известны требования Рапацевича ускорить расправу над забастовщиками «Вуека». После кровопролития Рапацевич провёл совещание военных судей, на котором требовал жёстких обвинительных приговоров арестованным шахтёрам.
Получил известеность приказ Рапацевича от 27 октября 1982: формировать из «определённых групп солдат запаса» подразделения для трёхмесячных учений — дабы «изолировать экстремальные и неспокойные элементы от среды крупных городских агломераций и проводить интенсивное социальное перевоспитание в условиях военной дисциплины и порядка».

## Отставка и кончина
После отмены военного положения и прекращения деятельности WRON генерал Рапацевич до 17 октября 1984 оставался в должности командующего округом. В 1980—1985 был депутатом сейма ПНР, состоял в депутатском клубе ПОРП.
В июле 1985 Генрик Рапацевич уволился в запас. Был членом руководящего органа Союза борцов за свободу и демократию. Проживал во Вроцлаве. Был женат, имел двух дочерей.
Генрик Рапацевич скоропостижно скончался в возрасте 64 лет — после победы «Солидарности», роспуска ПОРП, преобразования ПНР в Третью Речь Посполитую, официального осуждения военного режима. Похоронен на Особовицком кладбище Вроцлава.